# Manolo Navarro
Manuel Navarro Salido (Albacete, 20 de julio de 1926-Madrid, 2 de abril de 2020), más conocido como Manolo Navarro, fue un matador de toros español. Fue  decano de los matadores de toros y abanderado de la tauromaquia en el mundo.

## Carrera
Nació el 20 de julio de 1926 en Albacete. Su debut de luces tuvo lugar en 1942, a los 18 años, en Quintanar de la Orden. Se presentó en Las Ventas el 24 de junio de 1945. Tomó la alternativa el 25 de julio de 1947 en la feria de San Jaime de Valencia. El 10 de agosto de 1947 compartió cartel con Manolete días antes de su trágica muerte. El 4 de octubre de 1947 confirmó doctorado en Madrid.
Además de en los países tradicionalmente taurinos, toreó en lugares tan dispares como Angola, Mozambique, Estados Unidos o Filipinas. Tras una trayectoria de once años como matador de toros, se retiró en México en 1958. Falleció en 2020 a los 95 años de edad en el Hospital Puerta de Hierro de Madrid a causa de la COVID-19.